# Aloe torrei
Aloe torrei är en grästrädsväxtart som beskrevs av Frans Verdoorn och Hugh Basil Christian. Aloe torrei ingår i släktet Aloe och familjen grästrädsväxter. Inga underarter finns listade i Catalogue of Life.